# Gibbicepheus
Gibbicepheus är ett släkte av kvalster som ingår i familjen Carabodidae.

## Arter
- Gibbicepheus austroamericanus
- Gibbicepheus baccanensis
- Gibbicepheus chinensis
- Gibbicepheus elevatus
- Gibbicepheus ensifer
- Gibbicepheus fenestralis
- Gibbicepheus frondosus
- Gibbicepheus latohumeralis
- Gibbicepheus micheli
- Gibbicepheus novus
- Gibbicepheus rugosus
- Gibbicepheus similis
- Gibbicepheus sirisi
- Gibbicepheus tuberculatus
- Gibbicepheus waterhousei
- Gibbicepheus ventrostriatus